# Doğancı-Talsperre
Die Doğancı-Talsperre (türkisch Doğancı Barajı; früher Doğancı-1-Talsperre) ist eine Talsperre am Fluss Nilüfer Çayı, einem rechten Nebenfluss des Simav Çayı, in der Provinz Bursa im Nordwesten der Türkei.
Die Doğancı-Talsperre befindet sich 20 km südwestlich der Stadt Bursa im Uludağ-Gebirge.
Sie wurde in den Jahren 1975–1983 mit dem Zweck der Trinkwasserversorgung des Ballungsraums Bursa errichtet.
Das Absperrbauwerk ist ein 65 m hoher Erdschüttdamm mit Lehmkern.
Das Dammvolumen beträgt 2,52 Mio. m³. 
Der Stausee bedeckt bei Normalstau eine Fläche von 1,55 km². Der Speicherraum beträgt 43,3 Mio. m³. 
Die Talsperre liefert im Jahr 110 Mio. m³ Trinkwasser.